# Сельпя-Мала
Сельпя-Мала (пол. Sielpia Mała) — село в Польщі, у гміні Конське Конецького повіту Свентокшиського воєводства.